# Earmeal
Earmeal är ett studioalbum av Janne Schaffer från 1978. Albumet är inspelat i Los Angeles, Kalifornien, och i Stockholm med flera av medlemmarna som kom att bilda popgruppen Toto. Flera av låtarna på albumet har blivit samplade av andra artister, bland annat Happy Feet samt It's Never Too Late som den svenska rapgruppen JustD lånat till sina låtar.